# アレン・ヴィズッティ
アレン・ヴィズッティ（Allen Vizzutti、1952年9月13日 - ）は、アメリカのトランペット奏者、作曲家、音楽教育者。ここでは、脚注の日本語の表記法に従い、「ヴィズッティ」と表記することとする。

## 生涯
モンタナ州ミズーラで生まれ育ったヴィズッティは、父親のリド・ヴィズッティからトランペットを学ぶ。16歳の時、ヴィズッティは協奏曲コンクールで優勝し、ミシガン州インターローヘンで開催されたワールド・ユース・シンフォニー・オーケストラの首席奏者に選ばれた。ニューヨーク州ロチェスターのイーストマン音楽院でB.M.、M.M.、演奏家資格、アーティスト資格を取得。
これまでにザ・エアメン・オブ・ノート、ザ・アーミー・ブルース、チック・コリア、ウッディ・ハーマン、チャック・マンジョーネ、ドク・セヴェリンセン、ザ・トゥナイト・ショー・バンド、ビル・ワトロウス、NHK交響楽団、日本光生ウィンドオーケストラなどと共演している。ソロとして、ハリウッド・ボウル、カーネギー・ホール、ニューポート・ジャズ・フェスティバル、バンフ・センター・フォー・ザ・パフォーミング・アーツ、モントルー・ジャズ・フェスティバル、チャールズ・アイブズ・センター、ニューヨークのリンカーン・センターなどで演奏している。
彼は150以上の映画のサウンドトラックに出演している。バック・トゥ・ザ・フューチャー、スタートレック、ブラックスタリオン、ロッキーII、ポルターガイストII、ファイヤーフォックス、サドンインパクト、10、アンダー・ザ・チェリームーン、ブロードキャスト・ニュース、エレクトリック・ホースマン、1941などの映画のサウンドトラックに出演。
ヴィズッティはオーケストラ作品を作曲し、ロサンゼルス・フィルハーモニー管弦楽団、フェニックス交響楽団、グレーター・ブリッジポート交響楽団、ロチェスター・フィルハーモニー管弦楽団、トゥナイト・ショー・オーケストラで世界初演されたほか、ロンドン・ロイヤル・フィルハーモニー管弦楽団、ウッディ・ハーマン・バンド、サミット・ブラス、ロンドン交響楽団で録音された作品も作曲している。
ヴィズッティは、イーストマン音楽院、ワシントン大学、バンフ・センター・フォー・ザ・パフォーミング・アーツ、カンザス州立大学、ウェスト・テキサス州立大学、サウスカロライナ大学、スキッドモア・ジャズ・インスティテュート、ブレーメンのトロンペテン・アカデミー（ドイツ）で教鞭をとっている。

## エピソード
- 新宿のJに飛び入りで演奏したヴィズッティを電話越しに聞いたタモリは、急いで駆けつけたけれども間に合わなかったので、どうしても聴きたいので翌日はどこにいるのか聞いたところ、佐渡島にいたという[2]。